# Condado de Jackson (Tennessee)
El condado de Jackson  (en inglés: Jackson County, Tennessee), fundado en 1801, es uno de los 95 condados del estado estadounidense de Tennessee. En el año 2000 tenía una población de 10.984 habitantes con una densidad poblacional de 14 personas por km². La sede del condado es Gainesboro.

## Geografía
Según la Oficina del Censo, el condado tiene un área total de 828 km² (319,7 mi²), de la cual 800 km² (308,9 mi²) es tierra y 28 km² (10,8 mi²) es agua.

### Condados adyacentes
- Condado de Clay norte
- Condado de Overton este
- Condado de Putnam sur
- Condado de Smith suroeste
- Condado de Macon noroeste

## Demografía
En el 2000 la renta per cápita promedia del condado era de $26 502, y el ingreso promedio para una familia era de $32 088. El ingreso per cápita para el condado era de $15 020. En 2000 los hombres tenían un ingreso per cápita de $24 754 contra $19 511 para las mujeres. Alrededor del 18,10% de la población estaba bajo el umbral de pobreza nacional.

## Lugares

### Ciudades y pueblos
- Gainesboro

### Comunidades no incorporadas
- Granville
- Nameless
- North Springs
- Whitleyville